# Handwerkskammer Heilbronn-Franken

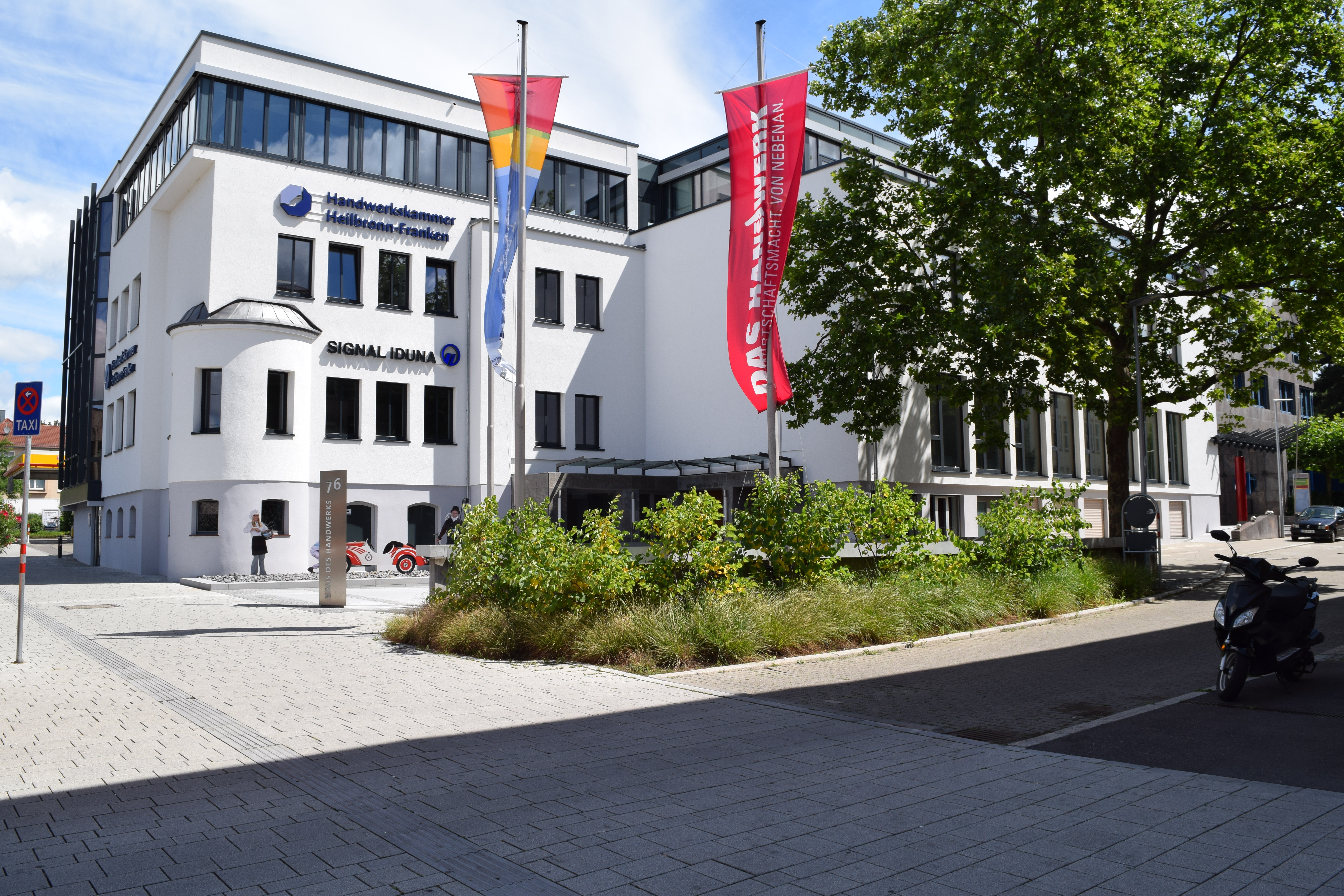
Handwerkskammer Heilbronn-Franken

Die Handwerkskammer Heilbronn-Franken mit Sitz in Heilbronn ist eine von 53 Handwerkskammern in der Bundesrepublik Deutschland.
Sie wurde im Jahr 1900 auf der Grundlage des Handwerkergesetzes vom 26. Juli 1897 gegründet, hat rund 12.700 Mitgliedsbetriebe und vertritt die Interessen des Handwerks im Stadtkreis Heilbronn sowie in den Landkreisen Heilbronn und Schwäbisch Hall, im Hohenlohekreis und im Main-Tauber-Kreis. Die Handwerkskammer ist eine Körperschaft des öffentlichen Rechts, der vom Staat hoheitliche Aufgaben übertragen wurden, wie beispielsweise die Regelung des Prüfungswesens.
Im Wesentlichen lässt sich das Aufgabengebiet der Handwerkskammer in drei große Bereiche einteilen:
- Sie vertritt die Interessen aller Handwerker der Region Heilbronn-Franken in Politik und Öffentlichkeit.
- Sie bietet ihren Mitgliedsbetrieben kostenlose Beratung, beispielsweise zu Arbeitsrecht, Förderprogrammen, Betriebswirtschaft und Existenzgründung.
- Sie organisiert Kurse und Seminare im Bereich der Aus- und Weiterbildung, beispielsweise zur überbetrieblichen Ausbildung.

Mit dem Bildungs- und Technologiezentrum im Gewerbegebiet Böllinger Höfe bei Heilbronn besitzt die Handwerkskammer Heilbronn-Franken eine Aus- und Weiterbildungsstätte mit 13 Werkstätten, acht Theorieräumen und zwei EDV-Räumen, in denen Kurse und Seminare in den Fachbereichen Betriebswirtschaft und Recht, EDV, Umweltschutz und Energieeffizienz sowie die überbetriebliche Ausbildung, Meistervorbereitung und technische Fachlehrgänge durchgeführt werden.
Präsident ist Ralf Rothenburger und Hauptgeschäftsführer ist Ralf Schnörr.

## Organisation
Das oberste Beschlussorgan der Handwerkskammer ist die Vollversammlung. Sie ist für das Handwerk der Region Heilbronn-Franken das Parlament.
Die Vollversammlung trifft Entscheidungen über den Wirtschaftsplan, die Beiträge und den Jahresabschluss. Auch die grundsätzlichen Aufgaben der Handwerkskammer legt sie fest. Gewählt wird die Vollversammlung von den Mitgliedern der Handwerkskammer für fünf Jahre. Aus ihren Reihen werden der Präsident, die Vizepräsidenten und die weiteren Vorstandsmitglieder gewählt.
Zusammengesetzt ist die Vollversammlung aus Vertretern des Handwerks und handwerksähnlicher Gewerbe im Kammerbezirk. Sie besteht aus 36 Mitgliedern, darunter 24 selbstständige  Handwerker und 12 Arbeitnehmer.